# Jensen Ackles
Jensen Ross Ackles (* 1. března 1978 Dallas, Texas) je americký herec. Proslavil se především jako Dean Winchester v seriálu Lovci duchů, Eric Brady v telenovele Tak jde čas, za kterou získal několik nominací na cenu Daytime Emmy, dále jako Jason Teague v seriálu Smallville a Alec McDowell v seriálu Dark Angel. Zahrál si také ve filmu Krvavý Valentýn.

## Životopis
Narodil se Alanu Rogerovi a Donně Joan Acklesovým, má bratra a sestru, pochází z irsko-britské rodiny. Vystudoval střední školu Lloyda V. Berknera v Richardsonu v Texasu, kde byl také hráčem baseballu a lakrosu. Před tím, než se odstěhoval do Los Angeles, kde se stal hercem, měl v plánu vystudovat sportovní medicínu a být psychoterapeutem.
Na plno se tedy začal věnovat herectví a dostal role v seriálech Mr. Rhodes, Sladké údolí (orig. Sweet Valley High) a Cybill. Po nich přišla role pro něj doslova vyšitá, a to v seriálu Tak jde čas (orig. Days of Our Lives), za kterou byl oceněn a nominován při mnoha slavnostních vyhlášeních. V roce 2000 s natáčením tohoto seriálu skončil a věnoval se sériím o slavné zpěvačce Marilyn Monroe. V roce 2005 hrál v hororu  Cesta ke zlu (orig. Devour), který vyšel na DVD a v roce 2007 v „psychologické komedii“ Ten Inch Hero, která je nezávislým snímkem a doposud byla možnost ji vidět jen na festivalech. O její další distribuci se jedná.
Poté se zúčastnil konkurzu k seriálu Smallville, kde se ucházel o hlavní roli Clarka Kenta, ale nakonec zvítězil Tom Welling. V seriálu se přesto objevil a to v roli Jasona Teaguea. Zahrál si i roli C. J. v seriálu Dawsonův svět (orig. Dawson's Creek). Jeho prozatím největší a nejznámější rolí je Dean Winchester, jedna z hlavních postav v seriálu Lovci duchů (orig. Supernatural). V roce 2009 hrál v remaku hororu Krvavý Valentýn (orig. My Bloody Valentine) a v roce 2010 daboval anglický originál kresleného filmu Batman vs. Red Hood.
Jensen má za sebou i první divadelní roli, když se představil v inscenaci Pár správných chlapů v roli vojáka Daniela Kaffeeho v roce 2007.

## Osobní život
V roce 1998 chodil s herečkou Jessicou Simpson. Během let 2003 až 2005 chodil s polskou modelkou Joannou Krupou.
Od roku 2006 je ve vztahu s herečkou Danneel Ackles (Harris), se kterou se 15. května 2010 oženil. Mají spolu dceru Justice Jay (nar. 30. května 2013) a dvojčata, syna Zeppelin Bram a dceru Arrow Rhodes (nar. 2. prosince 2016).
Ackles je spolumajitelem pivnice v Dripping Springs v Texasu. Jedná se rodinný podnik, který vlastní se svojí manželkou a příbuznými. Název jejich podniku je Family Business Beer Company.

## Filmografie

### Film
| Rok  | Název                  | Role                         | Poznámky                                    |
| ---- | ---------------------- | ---------------------------- | ------------------------------------------- |
| 2004 | The Plight of Clownana | Jensen                       | krátkometrážní film, také výkonný producent |
| 2005 | Cesta ke zlu           | Jake Gray                    |                                             |
| 2007 | Ten Inch Hero          | Boaz Priestly                |                                             |
| 2009 | Krvavý Valentýn        | Tom Hanniger                 |                                             |
| 2010 | Batman vs. Red Hood    | Jason Todd / Red Hood (hlas) |                                             |

### Televize
| Rok       | Název                          | Role                   | Poznámky                                      |
| --------- | ------------------------------ | ---------------------- | --------------------------------------------- |
| 1996      | Wishbone                       | Michael Duss           | díl: „Viva Wishbone!“                         |
| 1996      | Sladké údolí                   | Brad Rollins           | díl: „All Along in the Water Tower“           |
| 1996–1997 | Mr. Rhodes                     | Malcolm                | 7 dílů                                        |
| 1997      | Cybill                         | David                  | díl: „The Wedding“                            |
| 1997–2000 | Tak jde čas                    | Eric Brady             | hlavní role, 19 dílů                          |
| 2001      | Blondýnka                      | Eddie G. Robinson      | TV film                                       |
| 2001–2002 | Černý anděl                    | Alec McDowell / X5-494 | 22 dílů                                       |
| 2002–2003 | Dawsonův svět                  | C.J. Braxton           | 12 dílů                                       |
| 2003–2004 | Still Life                     | Max Morgan             | nevysílaný seriál, 6 dílů                     |
| 2004–2005 | Smallville                     | Jason Teague           | 20 dílů                                       |
| 2005–2020 | Lovci duchů                    | Dean Winchester        | hlavní role (287 dílů), také režisér (6 dílů) |
| 2011      | Supernatural: The Anime Series | Dean Winchester (hlas) | 2 díly                                        |
| 2017      | Kings of Con                   | Justin Angles          | díl: „Arlington, VA“                          |

### Videohry
| Rok  | Název            | Role         | Poznámky |
| ---- | ---------------- | ------------ | -------- |
| 2010 | Tron: Evolution  | Gibson       |          |
| 2011 | The 3rd Birthday | Kyle Madigan |          |